# إلياس سوليمنوف
إلياس سوليمنوف (مواليد 21 ديسمبر 1990) هو ملاكم كازاخستاني، مثّل بلاده في الألعاب الأولمبية الصيفية 2012.

## روابط خارجية
إلياس سوليمنوف على موقع أوليمبيديا (الإنجليزية)